# Ortuella
Ortuella é um município da Espanha na província da Biscaia, comunidade autónoma do País Basco. Faz parte da comarca de Grande Bilbau e tem 7,65 km² de área.[carece de fontes?] Em 2021 tinha 8 379 habitantes (densidade: 1 095,3 hab./km²).